# Pirano (chimica)
In chimica, il pirano è un composto eterociclico esa-atomico non aromatico in cui l'unico eteroatomo è rappresentato dall'ossigeno. Il composto ha formula molecolare C5H6O, peso molecolare 82,10 e possiede due doppi legami. 
Esistono due forme isomere del pirano che differiscono per la posizione dei doppi legami. Nel 2H-pirano il carbonio saturo è quello in posizione 2, mentre il 4H-pirano possiede il carbonio saturo in posizione 4.
Il 4H-pirano fu isolato e caratterizzato per la prima volta nel 1962 attraverso la pirolisi del 2-acetossi-3,4-diidro-2H-pirano.  Il composto risultò estremamente instabile, specialmente in presenza di aria; infatti esso disproporziona facilmente in diidropirano e ione pirilio, che viene rapidamente idrolizzato in ambiente acquoso. 
Sebbene i pirani non abbiano molte applicazioni pratiche in chimica, la loro importanza risiede nell'essere precursori di diverse importanti biomolecole quali i flavonoidi.
Il termine pirano viene spesso riferito anche ai monosaccaridi che in seguito a ciclizzazione (forma emiacetalica) formano un anello esa-atomico analogo alla forma satura del pirano. Tali cicli vengono definiti piranosici.

## Geometria e aromaticità
Entrambi gli isomeri (2H e 4H) del pirano possiedono due atomi con ibridazione sp3 (un carbonio e l'ossigeno), di conseguenza la loro geometria non è planare. Questa è una delle ragioni per cui il pirano non è aromatico, unita alla presenza di solo 4 elettroni pi, che non rispetta la regola di Hückel.

## Composti analoghi
Il tiopirano è un bioisostero del pirano, che pertanto con esso condivide le principali proprietà elettroniche.